# Питер Пјетрас
Питер Пол Пјетрас (Трентон, 21. април 1908 — Њу Џерзи, април 1993) био је амерички фудбалер који је био члан репрезентације САД на Светском првенству у фудбалу 1934. и Летњим олимпијским играма 1936. Такође је играо пет сезона у Америчкој фудбалској лиги. У каснијем делу свог живота био је остварен аматерски голфер.